# Hikari Hino
Cette page contient des caractères spéciaux ou non latins. S’ils s’affichent mal (▯, ?, etc.), consultez la page d’aide Unicode.
Hikari Hino (妃乃ひかり, Hino Hikari) est une actrice japonaise en films pornographiques et un mannequin de charme qui a travaillé pour plusieurs studios importants.

## Biographie
Hino est née le 7 mars 1986 dans la Préfecture de Kanagawa, Japon.
Elle débute dans le film pornographique en juillet 2005 à l'âge de 19 ans. Sa première vidéo, G's Curiosity - Hikari Hino (Gの好奇心 妃乃ひかり), parue sous la marque Venus, est le fruit d'une collaboration avec les studios Crystal-Eizou. Pour promouvoir ses vidéos, Crystal-Eizou offre à ses admirateurs l'opportunité d'acheter un de ses strings mis aux enchères jusqu'au 21 janvier 2006. Hino a été l'objet de deux autres enchères sur ses slips au mois de mars et juin 2006.
Hino a travaillé pour Crystal-Eizou pendant un an avant de migrer chez Moodyz, un des plus importants studios du film pornographique japonais, en juillet 2006. Elle continuera à interpréter des films pour cette entreprise jusqu'en 2009 tout en interprétant des films sadomasochistes pour différents autres studios tels que Attackers et Dogma.
Au mois de novembre 2009, soit quatre ans après ses débuts, Hino était créditée de plus de 254 DVD chez Amazon.co.jp. La vidéo intitulée Super Deluxe Body Special (超絶品ボディーSPECIAL) qu'elle a interprétée pour Moodyz obtient la huitième place aux Vegas Night Awards 2007 commandités par Moodyz en partenariat avec 22 autres studios de films pornographiques. La vidéo de 2008 ,Roomshare, qu'elle interprète pour le compte de Wanz Factory est nommée à l'AV Grand Prix de 2009.
Parallèlement à son activité cinématographique, Hino pose pour des revues à caractère pornographique visant une clientèle masculine.

## Revues (partiel)
- avril 2006 : Wo oooo! B組[9];
- 29 janvier 2007 : Weekly Playboy[10];
- 23 avril 2007 : Weekly Playboy[10].

## Filmographie
Les titres sont à la fois en anglais et en japonais. Les titres japonais, qui apparaissent sur la couverture de la boîte, sont traduits en anglais ou sont ceux utilisés lors de leur parution en langue anglaise. Ils ne sont pas toujours en rapport.
| Titre de la vidéo,                                                                                                  | Producteur/Identification                      | Réalisateur        | Parution   | Notes                                                                                         |
| --- | ---------------------------------------------- | ------------------ | ---------- | --------------------------------------------------------------------------------------------- |
| G's Curiosity - Hikari Hino Gの好奇心 妃乃ひかり                                                                    | Crystal-Eizou Venus VFDV-031                   |                    | 23-07-2005 | Début                                                                                         |
| The Love Syndrome 恋愛シンドローム                                                                                  | Crystal-Eizou Venus VFDV-035                   |                    | 26-08-2005 |                                                                                               |
| Female Breast, Hikari Hino 女乳 妃乃ひかり                                                                          | Crystal-Eizou Venus VF-82D                     |                    | 30-09-2005 |                                                                                               |
| The Costume Play Maid, Hikari Hino コスプレ召使い 妃乃ひかり                                                        | Crystal-Eizou Venus VFDV-044                   | Kyosuke Murayama   | 28-10-2005 |                                                                                               |
| Grandprix Special 9 巨乳×爆乳GRANDPRIX SPECIAL 9                                                                    | Crystal-Eizou MMC MCDV-093                     |                    | 16-12-2005 | Compilation avec 9 autres actrices                                                            |
| Masochist Milk Toy M乳玩具                                                                                          | Crystal-Eizou Venus VFDV-050                   | Yukihiko Shimamura | 23-12-2005 |                                                                                               |
| Feel Hikari Hino feel 妃乃ひかり                                                                                    | Crystal-Eizou Venus VFDV-053                   |                    | 27-01-2006 |                                                                                               |
| Fetish Flash Hikari Hino FETISH FLASH 妃乃ひかり                                                                    | Crystal-Eizou Grace GA-39D                     |                    | 31-03-2006 |                                                                                               |
| CRYSTAL THE BEST 2005 2nd                                                                                           | Crystal-Eizou MMC MCDV-116                     |                    | 19-03-2006 | Compilation avec 4 autres actrices                                                            |
| Super Re-Mix Best of Hikari Hino SUPER Re-MIX 妃乃ひかり THE BEST 大総集編'                                         | Crystal-Eizou MMC MCDV-128                     |                    | 26-05-2006 | Compilation                                                                                   |
| Shiofuki Fuck G14+2 Part 5 潮吹きFUCK G14+2 PART.5                                                                  | Crystal-Eizou MMC MCDV-131                     |                    | 23-06-2006 | Compilation avec 6 autres actrices                                                            |
| Sell Debut 初セル                                                                                                   | Moodyz Diva MIDD-165                           | Masaru Omura       | 13-07-2006 |                                                                                               |
| CRYSTAL THE BEST 2005 3rd                                                                                           | Crystal-Eizou MMC MCDV-135                     |                    | 21-07-2006 | Compilation avec 5 autres actrices                                                            |
| Big Tits vs. Huge Tits: Home Tutor Special 巨乳×爆乳 家庭教師スペシャル                                             | Crystal-Eizou MMC MCDV-140                     |                    | 28-07-2006 | Compilation avec Sakurako Kaoru, Mika Morinaga, Yūna Akarino, Ririco, Yū Atto & Monami Sakura |
| Hyper-Digital Mosaic Vol.035 ハイパーデジタルモザイクVol.035                                                        | Moodyz Diva MIDD-172                           | Midori Kohaku      | 01-08-2006 |                                                                                               |
| Super Excellent Body 超絶品ボディ                                                                                   | Moodyz Diva MIDD-195                           | [Jo]Style          | 13-09-2006 |                                                                                               |
| G-Cup Big Bust Fuck Gカップ爆乳 FUCK                                                                                | Moodyz Diva MIDD-212                           | Hiroa              | 13-10-2006 |                                                                                               |
| Torture Club 拷問くらぶ                                                                                             | Moodyz Acid MIAD-223                           | Fubuki Sakura      | 13-11-2006 |                                                                                               |
| Super Excellent Body Special 超絶品ボディーSPECIAL                                                                  | Moodyz Real MIRD-017                           | [Jo]Style          | 01-03-2007 | Avec Nayuka Mine, Yuna Mizumoto & ＠YOU                                                       |
| Woman's Revenge 2 女の復讐2                                                                                         | Attackers Shark SHKD-299                       | Jorougumo          | 07-07-2007 | Avec SHIHO                                                                                    |
| Drug Investigator, X-File-05 麻薬捜査官 X-FILE05                                                                    | IEnergy IESP-308                               | TAIZO              | 19-07-2007 |                                                                                               |
| Magic Mirror The Two-way Mirror Car; Hot Body In Yokohama マジックミラー号 激烈ボディー逆ナンパ 横浜みなとみらい編  | Deep's DVDPS-920                               | Stephen Sotaberg   | 04-08-2007 | Avec Hotaru Akane, Aoi Mizumori & Naami Hasegawa                                              |
| Confinement and Drug Immoral Slave 3 監禁薬漬け 淫乱奴隷の強制快楽3 妃乃ひかり                                      | Attackers Ryubaku RBD-087                      | Rinya              | 07-08-2007 |                                                                                               |
| Immoral Teacher 極上 おしゃぶり学園                                                                                 | Moodyz Real MIRD-028                           | [Jo]Style          | 01-12-2007 | Avec Rei Aoki & Yuho Mizushima                                                                |
| E-Body Hikari Hino                                                                                                  | E-Body EBOD-001                                |                    | 13-12-2007 |                                                                                               |
| A Galaxy Of Eros エロスの宇宙                                                                                       | Moodyz Real MIRD-030                           | Kingdom            | 01-01-2008 | Avec Ai Takeuchi, Nana Aoyama, Nayuka Mine, You Haruka, Yumi Kazama & ＠YOU                   |
| The Lady Panther Vol. 6 女怪盗 女豹6 爆弾を抱いて眠れ                                                               | Attackers SSPD-047                             | Yuji Sakamoto      | 07-01-2008 | Avec Maria Ozawa & Moe Aizawa                                                                 |
| House of Slaves 奴隷の住む家                                                                                        | Attackers Ryubaku RBD-105                      | Kenzo Nagira       | 2008-02-07 | Avec Hitomi Kouda                                                                             |
| SOD Rape Hospital The Premium SOD陵辱病棟 The プレミアム                                                            | SOD SDMS-395                                   | Nampaou            | 06-03-2008 | Avec Nene, Akane Mochida, Asami, Anna Kosaka, Yuuka Osawa, Tsubomi & Rimu Himeno              |
| The Deep Love of Facial Maniacs 爆乳二人は顔射好きインテリ濃厚マニア                                                | Cross CRPD-231                                 | Dragon Nishikawa   | 19-04-2008 | Avec Yui Aoyama                                                                               |
| Queen Under Submission: The United Sadistic Nymphomaniacs In Action 女王様監禁凌辱レズビアン 集団サディスト淫乱痴女 | Cross CRPD-242                                 | Dragon Nishikawa   | 19-06-2008 | Avec Yuuka Osawa, Miyuki Masima & Haruka Okoshi                                               |
| Perfect Body M 完全ボディM                                                                                          | Dogma DDT-186                                  | TOHJIRO            | 19-06-2008 |                                                                                               |
| Big Tits Wives 巨乳人妻町内会                                                                                       | Yellow ELO-170                                 | PURE-MAX           | 19-08-2008 | Avec Naho Hazuki, Natsumi Horiguchi, Rei Kitajima                                             |
| Extreme Tongue-Job, Hikari Hino 極上ベロチュー 妃乃ひかり                                                           | UP'S SUPS-078                                  | Junk Saito         | 12-09-2008 |                                                                                               |
| Real Fighting Fucker リアルファイティング・ファッカー                                                               | Dogma DDT-203                                  | TOHJIRO            | 19-10-2008 |                                                                                               |
| G-Cup Slutty Maid Gカップ痴女メイド妃乃ひかり                                                                       | Cross CRPD-265                                 | Dragon Nishikawa   | 19-10-2008 |                                                                                               |
| Roomshare パイズリ狭射 トリプル痴女大乱交                                                                           | Wanz Factory AVGP-150                          | Asao Takai         | 22-11-2008 | Avec Akira Ichinose et Miruku Matsuzaka Présenté à l'AV Grand Prix de 2009                    |
| Building of Only Sex Service Shop With Hot Models 完全撮りおろし カリスマモデルだらけの超高級風俗ビル               | KMP MILD-584 RMILD-584 (Rental)                | K*West             | 16-01-2009 | Avec Yuri Kosaka, Saki Tsuji & Meguru Kosaka                                                  |
| Onanie Paranoia オナニー パラノイア                                                                                 | Dogma DDK-025                                  | Normal Kim         | 19-01-2009 |                                                                                               |
| kira*kira Special, Lewd Style Gals Oil Orgy kira☆kira SPECIAL 淫乱スタイルGALS☆OIL乱交                              | kira☆kira KISD-023                             | Koji Nakameguro    | 19-01-2009 | Avec Ayaka Misora & Saki Otsuka                                                               |
| Dancing School Lesbian ダンス教室レズビアン                                                                         | Anna and Hanako ANND-031                       | Tomoyasu Takei     | 19-02-2009 | Avec Azusa Ito & Natsumi Horiguchi                                                            |
| Ultimate Ecstasy, Hikari Hino 鬼イカセ 妃乃ひかり                                                                   | Real Works Ecstasy EC-077                      | Takuan             | 20-02-2009 |                                                                                               |
| The Other Side of a Galaxy of Eros 裏エロスの宇宙                                                                   | Moodyz Acid MIAD-410                           | Minami Namio       | 13-03-2009 | Avec Nayuka Mine, Ai Takeuchi, Nana Aoyama, @YOU, Yu Haruka & Yumi Kazama                     |
| Sex with the Biggest Dick in the World 世界で一番大きなチンポを持つ男の SEX                                         | Rookie RKI-005                                 | Fubuki Sakura      | 19-03-2009 | Avec Natsumi Horiguchi, Risa Murakami & Saki Otsuka                                           |
| Non Stop Orgasm, Hikari Hino Non Stop Orgasm 妃乃ひかり                                                             | Crystal-Eizou e-Kiss EKDV-035                  | Meo Sakamoto       | 10-04-2009 |                                                                                               |
| Fu-Zoku Channel 12 風俗ちゃんねる 12                                                                                | Maxing MXGS-175                                |                    | 16-04-2009 |                                                                                               |
| The Lesbian Confines Life Insurance Lady 巨乳生保レディーアクメ監禁レズ姉妹                                         | Cross CRPD-294                                 | Tomoyasu Takei     | 19-04-2009 | Avec Moe Aizawa & Tsukasa Minami                                                              |
| Extreme Ecstasy, Vibrator, Nakadashi and Gangbang 極★イカせ電マ中出し乱交                                           | Crystal-Eizou e-Kiss EKDV-043                  |                    | 12-06-2009 |                                                                                               |
| Bukkake Nakadeshi Gang Rape 100 Shots ぶっかけ中出し輪姦100連発                                                     | DAS DASD-079                                   | TAKE-D             | 25-06-2009 |                                                                                               |
| Super High-Class Soap Charismatic Model 完全撮りおろし もしもカリスマモデルが超高級ソープ嬢だったら・・・           | KMP MILD-603 RMILD-603 (destiné à la location) | K*West             | 26-06-2009 | Avec Meguru Kosaka, Neiro Suzuka & Eku Ibuki                                                  |
| Torture Fellatio Club DX2 拷問フェラくらぶDX2                                                                       | Moodyz Acid MIAD-424                           | [Jo]Style          | 01-07-2009 | Avec Nozomi Ichinohe & Yūno Hoshi                                                             |
| Tentacle Orgasm 8 触手アクメ 8                                                                                      | SOD SDMS-775                                   | Kin Ishikawa       | 23-07-2009 | Avec Yui Aoyama                                                                               |
| Sperm Lesbian スペレズ                                                                                              | M's Video Group Shock MVSD-099                 |                    | 19-07-2009 | Avec Saki Otsuka                                                                              |
| Swimsuit Lovers 競泳水着 LOVERS                                                                                     | TMA Mizuiro MIZ-010                            |                    | 25-09-2009 |                                                                                               |
| Nude Naturalist Healing Body Vol.1 Nude Naturalist 癒し体 vol.1                                                     | Wanz Factory PPS-201                           |                    | 01-12-2009 |                                                                                               |
| WetLook Body | Wanz Factory PPS-202                           | Kou Takahashi      | 01-01-2010 |                                                                                               |
| M Drug Mドラッグ | Dogma DDT-267                                  | TOHJIRO            | 19-01-2010 |                                                                                               |
| The Fiendish Fellatio Inferno 6 鬼フェラ地獄 VI                                                                     | Real Works M EMU-058                           | Kitorune Kawaguchi | 22-01-2010 | Avec Anna Mitsui                                                                              |
| The President's Secretary Is An Intelligent Slut 社長秘書はインテリ痴女                                             | Wanz Factory WNZ-175                           | Sarji              | 01-02-2010 |                                                                                               |
| Erotic Juice Secretary 愛液ダラダラ・セクレタリー                                                                   | Dogma DDT-272                                  | TOHJIRO            | 19-02-2010 |                                                                                               |